# Alice Hollister
Alice Hollister (Worcester, 28 settembre 1886 – Costa Mesa, 24 febbraio 1973) è stata un'attrice statunitense. In carriera ha girato circa 90 film dal 1910 al 1925.

## Biografia
Alice Hollister nacque a Worcester (Massachusetts), da genitori di origini franco-canadesi. Nel 1905, a 19 anni, si sposò con George K. Hollister, un direttore della fotografia che, pochi anni dopo, diventò un pioniere dell'industria cinematografica con la Kalem Company a New York. I due ebbero una figlia, Doris Ethel, nata nel 1906, e un figlio, George Jr., nato nel 1908.
Quando i Kalem Studios trasferirono una troupe in Florida per girarvi dei film in inverno, Alice Hollister accompagnò suo marito. Fece Il suo debutto cinematografico nel 1910, come comparsa in piccole parti, quando si aveva bisogno di qualche figurante femminile. Recitare divenne la sua passione ed intraprese la carriera di attrice.
Uno dei suoi ruoli più importanti fu quello di Maria Maddalena in From the Manger to the Cross; or, Jesus of Nazareth (1912), film diretto da Sidney Olcott e girato in Palestina, selezionato per essere inserito nel National Film Registry. The Vampire (1913) di Robert G. Vignola, la consacrò come la prima vamp riconosciuta nella storia del cinema (un ruolo che verrà reso celebre poco dopo da Theda Bara in A fool there was), tanto da ricevere al tempo l'appellativo di "The original vampire".
Suo marito morì nel 1952; lei nel 1973, all'età di 86 anni a Costa Mesa. I due furono sepolti insieme nel Gran Mausoleo, Columbarium of Solace a Forest Lawn Memorial Park Cemetery a Glendale, in California.

## Filmografia

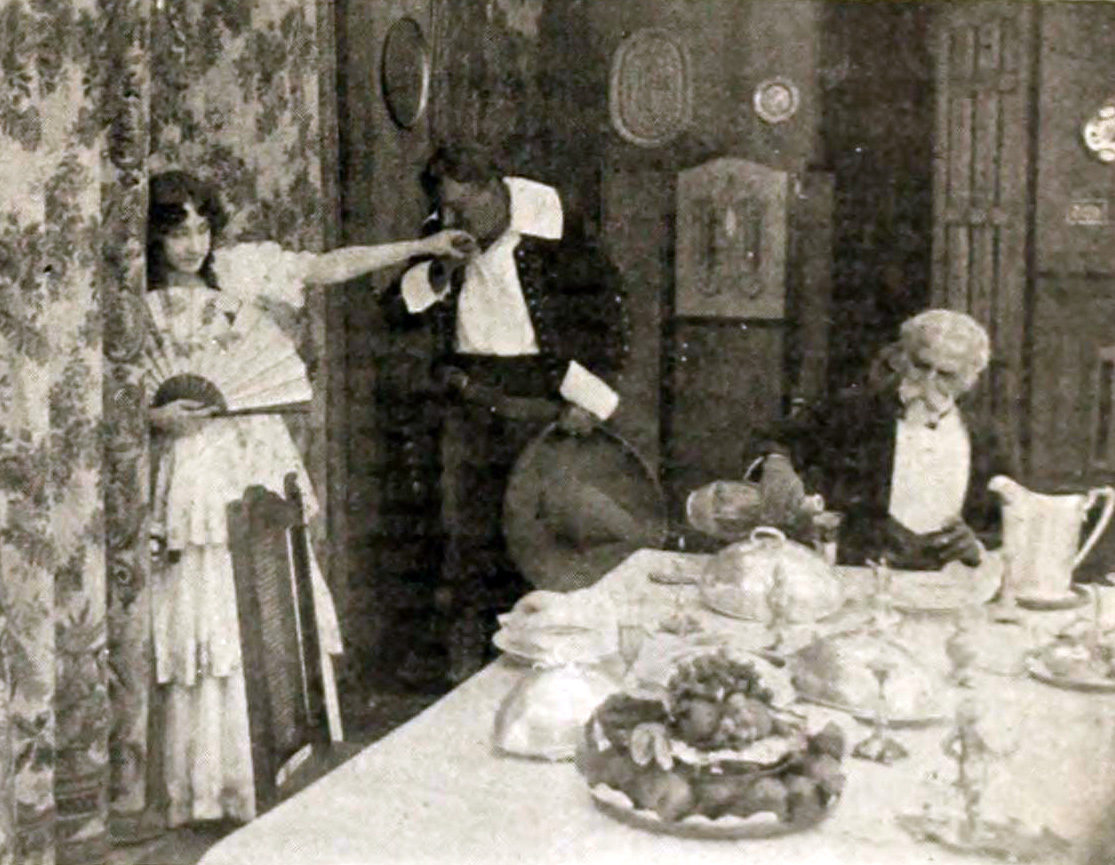
The Lotus Woman (1916)

- By a Woman's Wit, regia di Sidney Olcott - cortometraggio (1911)
- The Fiddle's Requiem - cortometraggio (1911)
- The Colleen Bawn, regia di Sidney Olcott - cortometraggio (1911)
- An Arabian Tragedy, regia di Sidney Olcott - cortometraggio (1912)
- Tragedy of the Desert, regia di Sidney Olcott (1912)
- A Prisoner of the Harem, regia di Sidney Olcott (1912)
- The Ancient Port of Jaffa - documentario (1912)
- The Poacher's Pardon, regia di Sidney Olcott (1912) - cortometraggio
- From the Manger to the Cross; or, Jesus of Nazareth, regia di Sidney Olcott (1912)
- The Kerry Gow, regia di Sidney Olcott - cortometraggio (1912)
- Ireland, the Oppressed, regia di Sidney Olcott - cortometraggio (1912)
- The Shaughraun, regia di Sideny Olcott - cortometraggio (1912)
- A Sawmill Hazard, regia di J.P. McGowan - cortometraggio (1913)
- A Desperate Chance - cortometraggio (1913)
- The Prosecuting Attorney (1913)
- The Peril of the Dance Hall (1913)
- The Message of the Palms, regia di Robert G. Vignola - cortometraggio (1913)
- The Wartime Siren, regia di Kenean Buel - cortometraggio (1913)
- A Mississippi Tragedy  (1913)
- The Scimitar of the Prophet, regia di Robert G. Vignola - cortometraggio (1913)
- The Alien (1913)
- Man's Greed for Gold, regia di Robert G. Vignola - cortometraggio (1913)
- A Victim of Heredity (1913)
- The Terror of Conscience (1913)
- The Wheel of Death (1913)
- Shenandoah, regia di Kenean Buel (1913)
- The Hidden Witness, regia di Robert G. Vignola - cortometraggio (1913)
- A Stolen Identity, regia di Robert G. Vignola - cortometraggio (1913)
- The Lost Diamond, regia di Robert G. Vignola - cortometraggio
- A Virginia Feud, regia di Robert G. Vignola (1913)
- The Blind Basket Weaver (1913)
- The Bribe, regia di Robert G. Vignola (1913)
- The Fatal Legacy (1913)
- The Vampire, regia di Robert G. Vignola (1913)
- Primitive Man (1913)
- Her Husband's Friend, regia di Robert G. Vignola (1914)
- The Shadow, regia di Robert G. Vignola (1914)
- The Cabaret Dancer, regia di Robert G. Vignola (1914)
- Wolfe; Or, The Conquest of Quebec, regia di Kenean Buel (1914)
- The Treasure Ship (1914)
- A Celebrated Case, regia di George Melford (1914)
- The Show Girl's Glove, regia di Robert G. Vignola (1914)
- Through the Flames, regia di Robert G. Vignola (1914)
- The Vampire's Trail, regia di Robert G. Vignola e T. Hayes Hunter (1914)
- The Storm at Sea, regia di Robert G. Vignola (1914)
- The Brand, regia di Kenean Buel (1914)
- Kit, the Arkansaw Traveler, regia di Kenean Buel (1914)
- The Hand of Fate, regia di Robert G. Vignola (1914)
- The Devil's Dansant (1914)
- Into the Depths, regia di Robert G. Vignola (1914)
- The Barefoot Boy, regia di Robert G. Vignola (1914)
- Seed and the Harvest, regia di Robert G. Vignola  (1914)
- The False Guardian, regia di Robert G. Vignola (1914)
- The Menace of Fate, regia di Robert G. Vignola (1914)
- A Midnight Tragedy, regia di Robert G. Vignola (1914)
- The Man of Iron, regia di Robert G. Vignola (1914)
- Her Bitter Lesson, regia di Robert G. Vignola (1914)
- The Mystery of the Yellow Sunbonnet, regia di Robert G. Vignola (1914)
- The Hate That Withers, regia di Robert G. Vignola (1914)
- The Scorpion's Sting, regia di Robert G. Vignola (1915)
- The Stolen Ruby, regia di Robert G. Vignola (1915)
- The Siren's Reign, regia di Robert G. Vignola (1915)
- The Destroyer, regia di Robert G. Vignola (1915)
- A Sister's Burden, regia di Robert G. Vignola (1915)
- The Haunting Fear, regia di Robert G. Vignola (1915)
- Honor Thy Father, regia di Robert G. Vignola  (1915)
- The Crooked Path, regia di Robert G. Vignola (1915)
- Don Cesare di Bazan (Don Caesar de Bazan), regia di Robert G. Vignola (1915)
- The Maker of Dreams, regia di Robert G. Vignola  (1915)
- The Curious Case of Meredith Stanhope, regia di Harry F. Millarde (1915)
- The Man in Hiding, regia di Harry F. Millarde (1915)
- The Net of Deceit, regia di Harry F. Millarde (1915)
- The Sign of the Broken Shackles, regia di Harry F. Millarde (1915)
- The Money Gulf, regia di Harry F. Millarde (1915)
- The Lotus Woman, regia di Harry F. Millarde (1916)
- Her Better Self, regia di Robert G. Vignola (1917)
- A Son of Strife, regia di Paolo Trinchera (1918)
- The Knife, regia di Robert G. Vignola (1918)
- Milestones, regia di Paul Scardon (1920)
- The Great Lover, regia di Frank Lloyd (1920)
- A Voice in the Dark, regia di Frank Lloyd (1921)
- A Wise Fool, regia di George Melford (1921)
- The Forgotten Law, regia di James W. Horne (1922)
- Married Flirts, regia di Robert G. Vignola (1924)
- The Dancers, regia di Emmett J. Flynn (1925)